# Anerkennungsurkunde des Oberbefehlshabers des Heeres für Flugzeugabschüsse

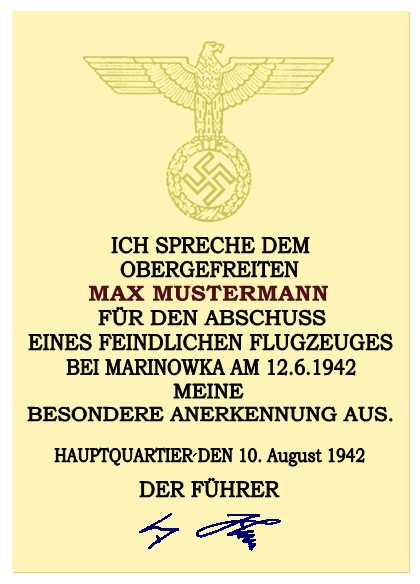
Anerkennungsurkunden des ObdH für Flugzeugabschüsse an Einzelpersonen (Muster)

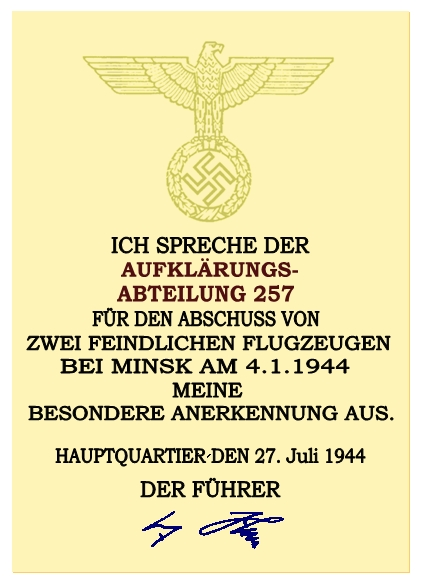
Anerkennungsurkunden des ObdH für Flugzeugabschüsse an Einheiten, hier für zwei Flugzeugabschüsse (Muster)

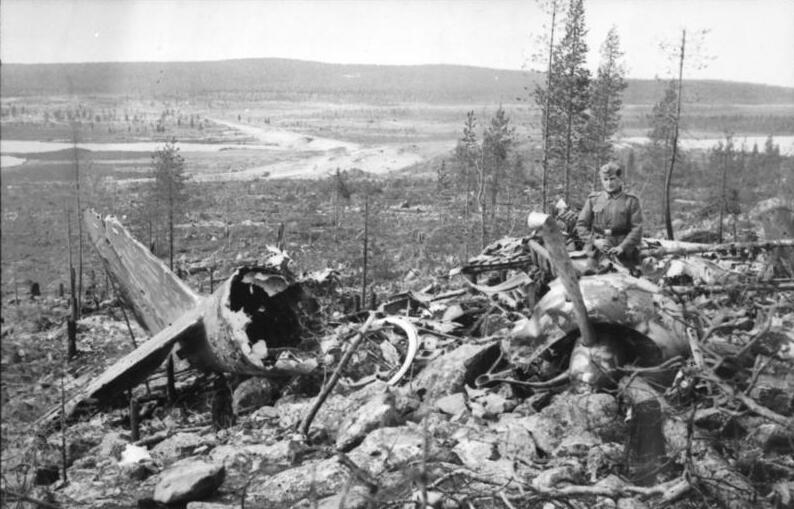
Ein unbekanntes abgeschossenes Feindflugzeug in Lappland 1942

Der Vorläufer des Tieffliegervernichtungsabzeichens ist die Anerkennungsurkunde des Oberbefehlshabers des Heeres für Flugzeugabschuss (mit Infanteriewaffen). Die Auszeichnung wurde Mitte 1941 kurz vor dem Überfall auf die Sowjetunion bzw. unmittelbar nach dessen Beginn von Generalfeldmarschall Walther von Brauchitsch gestiftet, wahrscheinlich parallel zu der Anerkennungsurkunde des Oberbefehlshabers des Heeres für hervorragende Leistungen auf dem Schlachtfeld, die zunächst gleichfalls als Kollektivauszeichnung für ganze Einheiten vorgesehen war, jedoch später zunehmend als Einzelauszeichnung verliehen wurde. Der in anderen Quellen genannte Stiftungstermin zum 6. September 1941 ist falsch, da nachweislich die ersten Verleihungen bereits am 2. September 1941 stattfanden. So an den Gefreiten Mäser der 258. Infanterie-Division für einen Flugzeugabschuss bei Studenez (ca. 160 km vor Moskau) sowie an den 9. Zug des Infanterie-Regiments 478 bei Karna. Die Anerkennungsurkunde für Flugzeugabschuss sollte Flugzeugabschüsse durch Infanteriewaffen von Truppenteilen des Heeres sowie der Waffen-SS auszeichnen. Damit waren Flugzeugabschüsse durch Flak-Waffen, wie beispielsweise durch die speziellen Heeresflakeinheiten ausgeschlossen. Für diese war eigens das Heeres-Flakabzeichen gestiftet worden.

## Definition Flugzeugabschuss
Unter Abschuss eines Feindflugzeuges verstand man in erster Linie, dass das Feindflugzeug infolge Beschuss abstürzte (Aufschlagbrand) aber auch schon infolge des Beschusses brennend, mit sichtbarer weißer oder schwarzer Rauchfahne, vom Himmel stürzte bzw. beim Aufschlag irreparabel zerstört wurde. Wurde das Feindflugzeug infolge Beschuss nur zur Notlandung gezwungen und geschah das diesseits der eigenen Linien, galt es als Abschuss, jenseits der eigenen Linien hingegen nur zur Landung gezwungen. Es konnte in diesem Fall auch nachträglich als abgeschossen gewertet werden, wenn es vor Feindzugriff und Bergung durch nachträglichen Beschuss oder Bombeneinsatz vernichtet wurde.

## Verleihungskriterien
Hitler, seit 19. Dezember 1941 selbst Oberbefehlshaber des Heeres, gab in einem eigens dazu erlassenen Merkblatt an, dass die von ihm unterzeichneten Anerkennungsurkunden im Allgemeinen nicht an Einzelpersonen verliehen werden konnten, sondern vielmehr an die zuständige Kompanie, den Zug oder das Regiment. Nur in zweifelsfreien Einzelfällen, in denen der Abschuss eines Feindflugzeuges definitiv durch eine Einzelperson erfolgte, konnte eine namentliche Verleihung in Frage kommen. Im Einzelnen mussten, neben dem Einsatz von Infanteriewaffen, wie Maschinengewehr, Karabiner, Pistole usw., folgende Verleihungsvoraussetzungen zur Anerkennung eines Flugzeugabschusses erfüllt sein:
- Eindeutiger Bericht der abschießenden Einheit mit Aussage mindestens eines neutralen Beobachters sowie einer Skizze über den erfolgten Flugzeugabschuss. Bei Abschüssen diesseits der eigenen Linien war das Auffinden von Flugzeugresten zur Anerkennung erfordert.
- Anlage eines Gefechtsberichtes, aus welchem die Art des Flugzeugabschusses hervorging. Der dafür vorgesehene Vordruck enthielt Angaben über
  - Feuerstellung der Kompanie, des Bataillones oder des Zuges zum Zeitpunkt des Abschusses
  - Tag, Stunde, Minute und Ort des Abschusses
  - Feuerart und Munitionseinsatz
  - Höhe und Flugrichtung des abgeschossenen Flugzeuges
  - Staatsangehörigkeit, Typ, Werknummer bzw. Kennzeichen des abgeschossenen Flugzeuges
  - Art der Vernichtung
    - Flammen mit dunkler oder heller Fahne nach Beschuss
    - Welche Einzelteile sind durch den Beschuss weggeflogen oder wurden abmontiert. Unter dem Begriff wegfliegen zählten unwichtige Verkleidungselemente des Flugzeuges oder auch die Kanzel, wobei die Umschreibung des Begriffes abmontieren den Verlust flugfähiger Teile beschrieb (Leitwerk, Tragflächen usw.)
    - Benennung der Art dieser abgeflogenen bzw. abmontierten Teile
    - Auseinanderplatzen des Feindflugzeuges
    - Feindflugzeug diesseits oder jenseits der eigenen Linien mit Bruchlandung gezwungen
    - Jenseits der eigenen Linien in Brand geschossen
    - Allgemeines Verhalten des Feindflugzeuges beim Abschuss

  - Art und Ort des Aufschlages
  - Schicksal der Insassen
  - Beteiligung anderer Züge innerhalb der Einheit oder anderer eigener Erdtruppen bzw. Beteiligung eigener Jagdflugzeuge am Abschuss
  - Zeugennennung
- Anlage eines Zeugenberichtes mit Schilderung des Kampfes
- Zweifelsfreie Klärung des Einzelabschusses durch Stellungnahmen der Zwischenvorgesetzten. War ein einwandfreier Nachweis eines tatsächlich erfolgten Flugzeugabschusses keiner bestimmten Einheit oder Einzelperson zuzuordnen, so erfolgte nur eine Anerkennung der Truppe(n) im Tagesbefehl.

## Anerkennungsprozedere
Nach jedem Abschuss eines Feindflugzeuges war ein amtlicher Vordruck zur Ausstellung einer Anerkennungsurkunde auszufüllen und mit dem Gefechtsbericht an die Zwischenvorgesetzten zwecks Stellungnahme zuzuleiten. Nach abschließenden Stellungnahmen der zuständigen Heeresgruppen wurden die Anträge an das Oberkommando des Heeres weitergeleitet. Die Urkunden, von Hitler unterschrieben, wurden nach dessen Bearbeitung auf dem Dienstweg zurückgeschickt und meist im Rahmen der Tagesbefehle den Truppenverbänden oder den Einzelnen ausgehändigt. Es wurden jedoch nicht nur Urkunden für Einzelabschüsse verliehen, sondern auch für zwei oder mehr Flugzeugabschüsse. Während im Jahr 1941 zwischen der Tat des Abschusses und des Versandes der Urkunden in der Regel nur etwa 37 Tage vergingen, stieg die Bearbeitungsdauer der Anträge mit jeden weiteren Kriegsjahr weiter an. So vergingen im Jahr 1942 zwischen Antrag und Versand schon 143 Tage. Im Jahr 1943 stieg sie auf 210 Tage und 1944 wartete man durchschnittlich 226 Tage. Dies führte zwangsläufig dazu, dass viele der ausgezeichneten Personen oder Einheiten zum Zeitpunkt des Eintreffens der Urkunden an der Front nicht mehr existierten oder aufgelöst bzw. längst gefallen waren.

## Verleihungszahlen
Von September 1941 bis Februar 1945 wurden insgesamt 591 Anerkennungsurkunden verliehen, davon 282 an Einzelpersonen des Heeres, von denen 17 Offiziere waren. Eine Urkunde erhielt ein italienischer Soldat sowie zwei weitere Einzelpersonen, die der Organisation Todt bzw. dem NSKK zugehörig waren. Acht Urkunden erhielten Angehörige der Waffen-SS, von denen einer Offizier war. Der Rest von 306 Verleihungen entfiel auf Einheiten und Verbände, von denen 17 der Waffen-SS angehörten. Höchstausgezeichneter war Generalleutnant und Ritterkreuzträger Wolf Hagemann sowie Ritterkreuzträger Oberleutnant Bernhard Kuhna. Die letzte offizielle Verleihung an eine Einzelperson erfolgte 15. Oktober 1944 an einen Unteroffizier der schweren Panzer-Abteilung 506 sowie am 23. Januar 1945 an den 3. Zug des Feld-Ersatz-Bataillons 198 als Kollektiv.